# Kim Jong-pil (Fußballspieler, 1956)
Kim Jong-pil (* 11. November 1956) ist ein ehemaliger südkoreanischer Fußballspieler. Er verbrachte seine Karriere in Südkorea.

## Karriere als Spieler
Über seine Karriere ist wenig bekannt. Als Jugendspieler spielte er in seiner Jugendzeit für die Mannschaft der Hanyoung High School und machte dort seinen Abschluss.
Kim Jong-pil spielte ab 1976 für den Korea Nuclear Power FC, den heutigen Verein Gyeongju Korea Hydro & Nuclear Power FC in der Korea National League. Wie lange und wie oft er für den Verein spielte, ist nicht bekannt.
Er wurde 1980 zur Südkoreanischen Fußballnationalmannschaft berufen. In seinem einzigen Jahr in der Nationalmannschaft kam er auf zwei Einsätze. Ende 1980 war seine Karriere in der Nationalmannschaft beendet.